# The Scarlet Letter (soundtrack)
The Scarlet Letter is de originele soundtrack, gecomponeerd en gedirigeerd door John Barry voor de film The Scarlet Letter uit 1995 van Roland Joffé. Het album werd uitgebracht in 1995 door Epic Soundtrax.

## Achtergrond
Drie soundtracks werden aan de film gekoppeld. Aanvankelijk diende Ennio Morricone demo-stukken in, gebaseerd op zijn eerdere samenwerking met regisseur Joffé voor The Mission (1986), maar geen enkele werd officieel opgenomen met een orkest. Elmer Bernstein componeerde later een complete soundtrack, die uiteindelijk werd afgewezen. De uiteindelijke soundtrack werd gecomponeerd door Barry, naar verluidt op verzoek van hoofdrolspeelster Demi Moore, die Barry's voorkeur had vanwege zijn werk aan Indecent Proposal (1993).
De partituur van Barry werd uitgevoerd door het English Chamber Orchestra. Het nummer "Agnus Dei" is gebaseerd op "Adagio for Strings" van componist Samuel Barber. Het werd uitgevoerd door de Robert Shaw Festival Singers, onder leiding van Robert Shaw.
Bernsteins ongebruikte soundtrack werd later in 2008 uitgebracht door Varèse Sarabande.

## Tracklijst
Alle muziek en teksten zijn geschreven door John Barry, tenzij anders vermeld. 
| 1.                 | Main Title * / The Arrival / Search For Home | 6:16  |
| 2.                 | Hester Rides To Town                         | 1:05  |
| 3.                 | The Bird / The Swimmer *                     | 3:07  |
| 4.                 | A Very Exhilarating Read                     | 2:10  |
| 5.                 | Im Not The Man I Seem                        | 2:40  |
| 6.                 | Agnus Dei (Based On Adagio For Strings) **   | 10:51 |
| 7.                 | I Can See What Others Cannot                 | 1:04  |
| 8.                 | Love Scene                                   | 6:44  |
| 9.                 | Are You With Child                           | 2:06  |
| 10.                | A Small Act Of Contrition                    | 2:24  |
| 11.                | The Birth                                    | 2:05  |
| 12.                | I Baptize This Child / Pearl                 | 2:01  |
| 13.                | She Will Not Speak                           | 3:24  |
| 14.                | Dr. Rodger Prynne                            | 1:40  |
| 15.                | Hester Walks Through Town                    | 1:50  |
| 16.                | Porr Fatherless Child                        | 2:08  |
| 17.                | An Attempt At Rape                           | 3:00  |
| 18.                | The Savages Have Killed Him                  | 1:50  |
| 19.                | The Round-Up                                 | 1:54  |
| 20.                | I Am The Father Of Her Child                 | 2:16  |
| 21.                | The Indian Attack                            | 2:47  |
| 22.                | The Letter Has Served A Purpose              | 2:35  |
| 23.                | End Title                                    | 4:13  |
| Totale duur: 70:10 |                                              |       |

* geschreven door Peter Buffett
** geschreven door Samuel Barber